# Hôtel de Rossan de Davayé
L'hôtel de Rossan de Davayé est un hôtel particulier situé sur le territoire de la commune de Mâcon dans le département français de Saône-et-Loire et la région Bourgogne-Franche-Comté.

## Historique
Il fait l'objet d'une inscription au titre des monuments historiques depuis le 9 mars 2016.